# 大和市立深見小学校
大和市立深見小学校（やまとしりつ ふかみしょうがっこう）は、神奈川県大和市深見台にある公立小学校。

## 所在地
神奈川県大和市深見台2丁目9-1

## 沿革
- 1957年（昭和32年）7月15日 - 南大和小学校を廃校とした上で、大和町立深見小学校と改称。この日（7月15日）を開校記念日と定めた。
- 1958年（昭和33年）8月 - 開校記念式典挙行。
- 1959年（昭和34年）2月1日 - 大和町の市制施行により、大和市立深見小学校と改称。
- 1960年（昭和35年）3月 - 本館新築落成し、分校廃止。
- 1974年（昭和49年）6月10日 - 体育館落成。
- 1977年（昭和52年）10月2日 - 創立20周年記念大運動会開催。
- 1979年（昭和54年）4月 - 学区の一部が分離し、大和東小学校開校。
- 1986年（昭和61年）11月 - 創立30周年記念して、この月から記念事業（『ふれあい広場』、記念樹『しだれ桜』植樹、タイムカプセル等）実施。
- 1997年（平成9年）
  - 3月31日 - コンピューター教室完成。
  - 7月5日 -　創立40周年記念式典挙行し、記念誌発行。
- 1998年（平成10年）3月18日 - 40周年記念「タイムカプセル花壇」完成。
- 2000年（平成12年）7月 - この月から耐震補強工事実施。
- 2001年（平成13年）4月21日 - 「ことばの教室」開級。
- 2002年（平成14年）12月 - 学校情報・学校LAN整備。
- 2003年（平成15年）3月25日 - 「ことばの教室」閉級。
- 2004年（平成16年）3月 - 冷暖房設備完成。
- 2005年（平成17年）
  - 4月 - この月から、校庭芝生化実施。
  - 7月 -　トイレ改修工事実施（2・3階西トイレ、中央トイレ、2階東女子トイレ一部）。
- 2007年（平成19年）
  - 3月 - 40周年タイムカプセル掘り起こし。
  - 5月7日 - 50周年記念校舎壁面大時計設置。
  - 7月1日 - 創立50周年記念式典挙行。
- 2010年（平成22年）
  - 4月12日 - 体育館建て替え工事開始。
  - 8月 - アスベスト除去工事完了。
  - 11月 - ウェルカムプランによる図書室改修工事完了。
  - 12月 - 水道管直結工事実施。
- 2011年（平成23年）
  - 1月 - 新体育館完成。
  - 3月2日 - 新体育館始まりの会開催。
  - 8月 - この月から屋上防水工事実施。
- 2012年（平成24年）1月 - 体育倉庫建て替え工事実施。
- 2013年（平成25年）7月 - トイレ改修工事実施（1階トイレ、2・3階東トイレ）。
- 2016年（平成28年）3月 - 木かげのベンチを設置。
- 2017年（平成29年）
  - 3月 - 60周年記念キャラクター『ふかみん』決定。60周年タイムカプセル掘り起こし。
  - 5月 - 60周年記念航空写真撮影。
  - 7月 - 創立60周年記念式典挙行。
  - 10月 - 60周年記念誌発行。
- 2018年（平成30年）10月 - 1階男子トイレ個室化工事実施。
- 2019年（令和元年）11月 - プール改修工事実施。
- 2021年（令和3年）1月 - GIGAスクール構想により、児童1人に1台の端末整備。

## 通学地域
出典
- 深見（2312～3014番地（2345番地を除く）、3150～3359番地、3360～3965番地）
- 深見台1丁目（全域）
- 深見台2丁目（全域）
- 大和南1丁目（全域）
- 大和南2丁目（全域）
  - これは、概ね小田急線の東側、プロムナードの南側からコカ・コーラ、ボーリング場までの区域となる。

## 進学先
公立中学校の場合。
- 大和市立光丘中学校（大和市大和南）

## アクセス
- 小田急江ノ島線・相鉄本線「大和駅」から、徒歩13分。